# Fundación Ibn Tufayl de Estudios Árabes
La Fundación Ibn Tufayl de Estudios Árabes es una fundación cultural, cuyo objetivo principal es promover y difundir la investigación y el conocimiento sobre la lengua, la literatura y la historia del mundo árabe en el ámbito hispano, con especial incidencia en al-Ándalus, como lugar de encuentro de la civilización árabe-islámica y la occidental.
La fundación fue establecida en el año 2003 y actualmente cuenta con más de un centenar de colaboradores externos de diversas nacionalidades y disciplinas académicas.
La fundación tiene su sede en la ciudad de Almería, Andalucía, España.